# Guðmundur Hrafnkelsson
Guðmundur Hrafnkelsson (22 de enero de 1965) es un exjugador de balonmano islandés que jugó de portero. Su último equipo fue el UMF Aftulreding.
Fue un componente de la Selección de balonmano de Islandia con la que jugó 407 partidos, siendo el jugador con más internacionalidades.
Con la selección disputó los Juegos Olímpicos de Seúl 1988, los Juegos Olímpicos de Barcelona 1992 y los Juegos Olímpicos de Atenas 2004.

## Clubes
- Breiðabliks
- FH
- Valur Reykjavik ( -1999)
- HSG Nordhorn-Lingen (1999-2001)
- Pallamano Conversano (2001-2003)
- SG Kronau/Östringen (2003-2005)
- UMF Afturelding (2005-?)